# キヌレン酸
キヌレン酸 (キヌレンさん、KYNA) は、アミノ酸であるL-トリプトファンの代謝経路であるキヌレニン経路においてL-キヌレニンから生成される代謝物のひとつ。キヌレン酸は1853年にドイツの化学者ユストゥス・フォン・リービッヒにより犬の尿から発見され、その名称はこの「犬（kyn：ギリシャ語）＋尿（urine）」にちなんで名付けられた。
キヌレン酸は神経作用を有することが示されており、抗興奮毒(antiexcitotoxic)および抗痙攣(anticonvalsant)作用、あるいは興奮性のアミノ酸受容体へのアンタゴニストとして働く。このため、いくつかの重要な神経生理・神経病理過程に影響を及ぼす可能性があり、いくつかの神経生物学的疾患における治療での使用が検討されている。逆に言えば、キヌレン酸の増加はいくつかの病的状態と結びついている。

## 生合成
L-キヌレン酸は、L-キヌレニンからキヌレニン—オキソグルタル酸トランスアミナーゼによる触媒反応にて生成される。